# Oskar Hekš

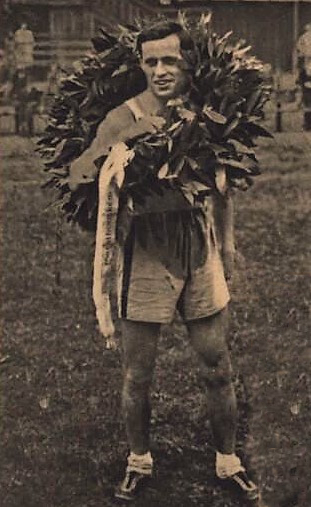
Oskar Hekš (1929)

Oskar Hekš (* 10. April 1908 in Rožďalovice; † 8. März 1944 im KZ Auschwitz) war ein tschechoslowakischer Marathonläufer.
1928 lief Oskar Hekš in Košice seinen ersten Marathon und gewann 1930 erstmals mit einer Zeit von 2:48:31,0 Stunden.
1932 nahm Hekš, der für den Prager Verein ŽSK Hagibor startete, an den Olympischen Spielen in Los Angeles im Marathonlauf teil und belegte mit einer Zeit von 2:41:35 Stunden Platz acht. Er war jüdischer Herkunft und weigerte sich, an den folgenden Spielen 1936 in Berlin teilzunehmen. Er beteiligte sich an der Organisation der Volksolympiade in Barcelona, die als Gegenentwurf zu der Berliner Veranstaltung gedacht war. Sie sollte vom 19. bis 26. Juli 1936 stattfinden, jedoch brach am Tag der Eröffnung der Spanische Bürgerkrieg aus.
Nachdem die Tschechoslowakei 1939 durch  die Wehrmacht besetzt wurde, wurde Hekš verhaftet und am 24. November 1941 mit einem der ersten Transporte (Transport Ak, Nr. 54) nach Theresienstadt deportiert, am 6. September 1943 dann mit dem Transport Dm, Nr. 2932 nach Auschwitz weitertransportiert, wo er 1944 in einer Gaskammer ermordet wurde.